# Agelasta undulata
Agelasta undulata là một loài bọ cánh cứng trong họ Cerambycidae.